# Normale o super
Normale o super è il secondo album di Loredana Bertè, pubblicato nel 1976 su etichetta CGD.
Primo dei cinque album prodotti da Mario Lavezzi per la Bertè, contiene la celebre hit Sei bellissima, primo successo della cantante.

## Storia
Dopo la falsa partenza di Streaking del 1974, album boicottato dalla Rai e ritirato dalla circolazione, l'anno seguente, in attesa del nuovo album, la CGD fece uscire il 45 giri Sei bellissima, scritto da Claudio Daiano per il testo, da Gian Pietro Felisatti per la musica, e arrangiato da Vince Tempera.  
Il singolo ebbe molto successo, superando la soglia delle centomila copie vendute, raggiungendo la top 10 e lanciando così la carriera della cantante calabrese. Esistono due versioni del 45 giri: la prima edizione (aprile 1975) contiene la frase "a letto mi diceva sempre" (che provocò l'esclusione della Berté a Un disco per l'estate 1975); la CGD fece quindi uscire una seconda edizione del disco (luglio 1975) con il testo modificato in "e poi mi diceva sempre", che è quella poi pubblicata sull'album. 
Visto l'exploit commerciale di Sei bellissima, venne messo in produzione l'LP Normale o super, che uscì l'anno successivo.

## Descrizione
Tutto il disco è stato prodotto da Mario Lavezzi, all'epoca compagno della Bertè, e arrangiato da Vince Tempera. 
Oscar Avogadro e Daniele Pace sono gli autori della maggior parte dei brani, inaugurando una collaborazione con la Bertè che continuerà negli anni seguenti scrivendo molti dei brani più celebri della carriera della cantante. 
Oltre a Sei bellissima (nella versione con il testo modificato), nell'album ci sono brani a sfondo sociale come Meglio libera e Indocina, (usciti anche su singolo), e come Serenade, Gli orologi (scritta da Mogol), L'attrice: tutti brani di forte impatto musicale, in cui vengono esaltate le atmosfere rock e la vocalità - potente, ma non ancora matura - della cantante.
Per effetto del tempo è firmata da Ivano Fossati (che diventerà in seguito collaboratore abituale della Berté e suo produttore per tre album negli anni ottanta) e Oscar Prudente e gioca sulla tematica del rapporto di coppia, come anche Sei bellissima, Aiutami (già incisa dalla sorella Mia Martini, ma pubblicata soltanto postuma).

## Singoli
Oltre a Sei bellissima/Spiagge di notte, che era uscito l'anno prima, il secondo singolo estratto fu Meglio libera/Indocina, che raggiunse la posizione n. 23 dei singoli più venduti, con una permanenza totale di diciannove settimane in classifica. La Bertè presentò Meglio libera ad Adesso musica.

## Ristampe
L'album è stato ristampato su CD nel 1993 (CGD 4509 91398-2) e nel 2016 in una versione rimasterizzata. 
Nel 2020 è stato ristampato per la prima volta in vinile in tre versioni (giallo, bianco e trasparente) mantenendo la fedele riproduzione della copertina apribile.

## Copertina
Dopo le polemiche per le foto di nudo sulla copertina dell'album precedente, per questo nuovo lavoro il fotografo Mauro Balletti riprese la Bertè infagottata in un pesante cappotto con sciarpa colorata: la foto venne scattata dall'alto nella fermata della metropolitana, con la cantante che guarda verso l'obiettivo in mezzo ad altre persone in bianco e nero. 
Sul retro copertina compare una foto quasi identica ma con la Bertè da sola.

## Tracce
1. Sei bellissima (Claudio Daiano, Gian Pietro Felisatti) - 4:50
2. Serenade (Oscar Avogadro, Daniele Pace, Mario Lavezzi) - 2:58
3. Per effetto del tempo (Ivano Fossati, Oscar Prudente) - 3:42
4. Gli orologi (Mogol, Mario Lavezzi) - 3:18
5. L'attrice (Alberto Salerno, Mario Lavezzi) - 3:21
6. Meglio libera (Oscar Avogadro, Daniele Pace, Mario Tessuto, Umberto Napolitano) - 4:02
7. Indocina (Oscar Avogadro, Daniele Pace, Mario Lavezzi) - 3:55
8. Aiutami (Alberto Salerno, Massimo Salerno) - 3:25
9. Adesso che è mattino (Gian Pietro Felisatti, Claudio Daiano, Oscar Avogadro, Daniele Pace) - 3:37
10. Brucerei (Oscar Avogadro, Daniele Pace, Lorenzo Pilat) - 3:16
11. Piccola io (Alberto Salerno, Massimo Salerno) - 3:17
12. Spiagge di notte (Daniele Pace) - 3:00

## Crediti
- Produzione: Mario Lavezzi
- Arrangiamenti: Vince Tempera
- Grafica – Luciano Tallarini
- Organizzazione – Achille Manzotti
- Fotografie – Mauro Balletti